# Nico Haak
Nicolaas Olivier (Nico) Haak (Delft, 16 oktober 1939 – Baarn, 13 november 1990) was een Nederlands zanger die in de jaren 1970 het meeste succes had.

## Biografie
Voordat Haak bekend werd bij een groter publiek, runde hij met zijn broer Dik een autospuiterij in Delfgauw (nabij Delft). Tijdens het werken vermaakte hij zichzelf en de mensen om hem heen met zingen, fluiten en moppen tappen. Op een dag in december 1970 werd hij, volgens een interview met het huis-aan-huisblad Delftse Post, tijdens het werken ontdekt door Delftenaar Martin Stoelinga, toentertijd de manager van twee andere bandjes. Volgens een artikel in De Telegraaf maakte zijn galmend gezang tijdens de werkzaamheden zo'n verpletterende indruk op de manager dat hij de zanger onmiddellijk contracteerde. Stoelinga adviseerde Haak om wat eigen repertoire te gaan schrijven. Het advies werd door Haak opgevolgd en samen met zijn benedenbuurman Polle Eduard (destijds lid van Tee Set en After Tea) maakte Haak een aantal liedjes. Door de contacten van Stoelinga kwam Haak in contact met Cor Aaftink en maakte hij een plaatje met de titel Ik zou zo graag in mijn leven (wel 's wat willen beleven). Op de B-kant van deze single staat het nummer De Vlieger, dat geschreven werd door Haak en Han Grevelt en later bekend geworden is door de vertolking van André Hazes. Het plaatje werd gedraaid op enkele nationale radiozenders. Haak begon met enkele optredens en er werd een bandje geformeerd met de naam De Paniekzaaiers, een project van Haak, Eduard en Peter Koelewijn. De eerste bezetting van de Paniekzaaiers bestond uit de broers Fred en Rob Plaizier en Carry Janssen. Een enkele keer aangevuld met gastoptredens van Polle Eduard of Gerard Romijn. Polle, Rob en Carry speelden samen eerder bij de Tee Set. De tweede en succesvollere Paniekzaaiers bestonden uit Jan en Aad Eland, Karel Schouten en Hennie Asman.
Het eerste televisieoptreden van Nico Haak en de Paniekzaaiers vond plaats in een show van Ted de Braak met het nummer Daar zie ik glazen staan. De feestmuziek bleek aan te slaan en uiteindelijk brak Haak in 1973 definitief door met het lied Joekelille. In 1974 werd het succes gecontinueerd met Honkie-tonkie pianissie en Sokkies stoppen. Nadat de samenwerking met Eduard was beëindigd, scoorde Haak in 1975 zijn grootste hit: Foxie foxtrot. Met dat lied werd onder de titel Schmidtchen Schleicher ook de Duitse markt veroverd. Hij ontving op 24 maart 1977 een toonaangevende onderscheiding met de naam Goldene Labeltrofee voor de verkoop van meer dan 500.000 exemplaren in Duitsland. 
In 1978 werkte Haak weer samen met Eduard en scoorde hij zijn laatste grote hit: Is je moeder niet thuis, waarvan ook een Duitstalige versie verscheen. In juni van dat jaar ontving hij de Zilveren Dansschoen, een onderscheiding van de 'Nederlandse Vereniging van Dansleraren', omdat hij zich verdienstelijk had gemaakt om het dansen populairder te maken met zijn hits als Foxie Foxtrot en Ted de tapper.
Eind 1978 werd bekend dat de VARA Haak had benaderd om van januari tot april 1979 een viertal televisieshows te presenteren rond het Nederlandstalige lied. De omroep koos voor hem vanwege zijn presentatievaardigheden en zijn populariteit.
Haak bleef gedurende de jaren 1980 actief in het schnabbelcircuit, maar wist zijn successen van de jaren 1970 niet meer te evenaren.
Hij kreeg met zijn vrouw drie zonen, van wie er een op elfjarige leeftijd overleed door een verkeersongeval. In 1990 overleed Haak aan een hartaanval. Hij werd bijgezet in een familiegraf op begraafplaats Jaffa te Delft.
Kees Haak, de jongste zoon van Nico, besloot in 2015, door het contact met zijn toenmalige manager John van Leeuwen, de knoop door te hakken en een serieuze poging te wagen als professioneel zanger van het Nederlandse lied. In september 2015 tekende Kees een platencontract bij Holliwood Records en de eerste stappen in zijn professionele carrière waren gezet.

## Trivia
Vanaf 1987 maakte Haak reclame voor de Bioregulator, een armbandje dat een heilzame werking zou hebben. Hij ontving hiervoor 25.000 gulden per jaar. Toen Haak in 1990 onverwachts overleed, stortte de verkoop in.

## Discografie

### Singles
| Single met eventuele hitnotering(en) in de Nederlandse Top 40     | Datum van verschijnen | Datum van binnenkomst | Hoogste positie | Aantal weken | Opmerkingen                                                                                            |
| ----------------------------------------------------------------- | --------------------- | --------------------- | --------------- | ------------ | --- |
| Het whiskeylied                                                   | 1971                  | 15-01-1972            | 26              | 4            | als De Paniekzaaiers / Nr. 29 in de Daverende Dertig                                                   |
| Zeg me                                                            | 1972                  | 25-03-1972            | tip26           | -            | als De Paniekzaaiers                                                                                   |
| Tango Johnny                                                      | 1972                  | 26-08-1972            | 26              | 4            | met De Paniekzaaiers                                                                                   |
| Joekelille                                                        | 1973                  | 17-11-1973            | 7               | 10           | met De Paniekzaaiers / Nr. 7 in de Daverende Dertig / Alarmschijf                                      |
| Tante Julia                                                       | 1973                  | 02-02-1974            | tip7            | -            | met Boudewijn de Groot                                                                                 |
| Honkie-tonkie pianissie                                           | 1974                  | 27-07-1974            | 11              | 10           | met De Paniekzaaiers / Nr. 9 in de Nationale Hitparade                                                 |
| Sokkies stoppen, schoentjes poetsen, dasjes goed en kijk goed uit | 1974                  | 16-11-1974            | 24              | 5            | met De Paniekzaaiers / Nr. 22 in de Nationale Hitparade                                                |
| Foxie foxtrot                                                     | 1975                  | 05-04-1975            | 4               | 9            | met De Paniekzaaiers / Nr. 4 in de Nationale Hitparade                                                 |
| Doedelzakke pakkie                                                | 1975                  | 23-08-1975            | 10              | 4            | met De Paniekzaaiers / Nr. 9 in de Nationale Hitparade / Alarmschijf                                   |
| Een heel gelukkig kerstfeest                                      | 1975                  | 27-12-1975            | 10              | 3            | met Bonnie, Ronnie, Ciska, Willeke, Harmen en Ome Jan / Nr. 12 in de Nationale Hitparade               |
| Laame damma doen                                                  | 1976                  | 07-02-1976            | 19              | 5            | met De Paniekzaaiers / Nr. 12 in de Nationale Hitparade                                                |
| Moe zijn                                                          | 1976                  | 21-08-1976            | 11              | 6            | met De Paniekzaaiers / Nr. 15 in de Nationale Hitparade                                                |
| Ted de tapper                                                     | 1977                  | 27-08-1977            | 29              | 4            | Nr. 24 in de Nationale Hitparade                                                                       |
| Is je moeder niet thuis                                           | 1977                  | 21-01-1978            | 8               | 6            | Nr. 9 in de Nationale Hitparade                                                                        |
| Langzaam sneller gaan                                             | 1978                  | 22-07-1978            | 21              | 5            | Nr. 18 in de Nationale Hitparade                                                                       |
| Neem nog een sherry, chérie                                       | 1977                  | 11-11-1978            | tip18           | -            | Nr. 37 in de Nationale Hitparade                                                                       |
| Geef mij maar Holland aan 't IJsselmeer                           | 1979                  | 27-01-1979            | tip6            | -            | Nr. 33 in de Nationale Hitparade                                                                       |
| Energie                                                           | 1979                  | 10-11-1979            | tip18           | -            | |
| Het grote sprookjeslied                                           | 1979                  | 26-01-1980            | 24              | 5            | met Alexander Curly, Bonnie St. Claire, Corry, Sandy en Willem Duyn / Nr. 16 in de Nationale Hitparade |
| Vogeltje, wat zing je vroeg                                       | 1979                  | 26-01-1980            | tip8            | -            | Nr. 30 in de Nationale Hitparade                                                                       |
| Meisjes pas op ('t is zo weer zomer)                              | 1980                  | 24-05-1980            | tip20           | -            | |
| Niet geschoten is altijd mis                                      | 1982                  | 22-05-1982            | 27              | 5            | Nr. 32 in de Nationale Hitparade                                                                       |
| Als ze me missen...                                               | 1983                  | 11-02-1984            | 30              | 4            | Nr. 29 in de Nationale Hitparade                                                                       |
| Uw laatste jas, meneer                                            | 1985                  | 16-03-1985            | tip11           | -            | |
| Alles mag man van de Bhagwan / Winter                             | 1985                  | 18-01-1986            | tip2            | -            | Nr. 42 in de Nationale Hitparade                                                                       |
| Apen pellen pinda's                                               | 1986                  | 10-01-1987            | tip16           | -            | Nr. 48 in de Nationale Hitparade                                                                       |
| Rosanne                                                           | 1987                  | -                     |                 |              | Nr. 94 in de Nationale Hitparade Top 100                                                               |
| Lola Lola Lola hola                                               | 1987                  | 30-01-1988            | tip11           | -            | Nr. 51 in de Nationale Hitparade Top 100                                                               |
| Ha die douane                                                     | 1987                  | -                     |                 |              | Nr. 93 in de Nationale Hitparade Top 100                                                               |
| Happy Xmas (War is over) / Gelukkig kerstfeest                    | 1988                  | 24-12-1988            | 35              | 3            | met Artiesten voor het Ronald McDonaldhuis / Nr. 15 in de Nationale Hitparade Top 100                  |
| Er valt 'n traan in m'n bier                                      | 1989                  | 27-01-1990            | tip11           | -            | Nr. 43 in de Nationale Top 100                                                                         |

| Single met hitnotering(en) in de Vlaamse Ultratop 50 | Datum van verschijnen | Datum van binnenkomst | Hoogste positie | Aantal weken | Opmerkingen                             |
| ---------------------------------------------------- | --------------------- | --------------------- | --------------- | ------------ | --------------------------------------- |
| Foxie foxtrot                                        | 1975                  | 03-05-1975            | 11              | 7            | met De Paniekzaaiers / in de BRT Top 30 |
| Is je moeder niet thuis                              | 1977                  | 04-02-1978            | 12              | 6            |                                         |
| Langzaam sneller gaan                                | 1978                  | 26-08-1978            | 25              | 2            |                                         |